# Harry Larva
Harri "Harry" Edvin Larva (Turku, 9 de setembro de 1906 – Turku, 11 de novembro de 1980) foi um atleta finlandês, campeão olímpico dos 1500 m rasos nos Jogos Olímpicos de Amsterdam em 1928.
É integrante de grupo de grandes corredores da Finlândia que dominaram as provas de fundo do atletismo entre as duas guerras mundiais chamado de Finlandeses Voadores.
Campeão finlandês dos 800 m entre 1928 e 1930, Larva conseguiu apenas a medalha de bronze em sua prova favorita dos 1500 m no Campeonato Finlandês de Atletismo de 1927, ano anterior aos Jogos, o que não prenunciava uma grande participação em Amsterdam; 1928, entretanto, seria seu melhor ano como atleta, quando venceu com grandes exibições diversas provas entre 400m e a milha  na Finlândia e em torneios europeus e foi coroado com a medalha de ouro nos Jogos de Amsterdam, onde depois de uma grande batalha contra o francês Jules Ladoumègue, venceu os 1.500m em 3m53s2, quebrando o recorde olímpico de seu compatriota Paarvo Nurmi nos Jogos anteriores.
Após Amsterdam Larva continuou competindo em alto nível tanto nos 1.500 quanto nos 800m quando foi campeão nacional por três anos consecutivos, mas depois de uma frustrante décima colocação nos 1.500 dos Jogos seguintes em Los Angeles, acabou se retirando do atletismo de competição.